# Jesús Dátolo
Jesús Alberto Dátolo (Carlos Spegazzini, 19 de maio de 1984), é um ex-futebolista argentino que atuou como meia.

## Clubes

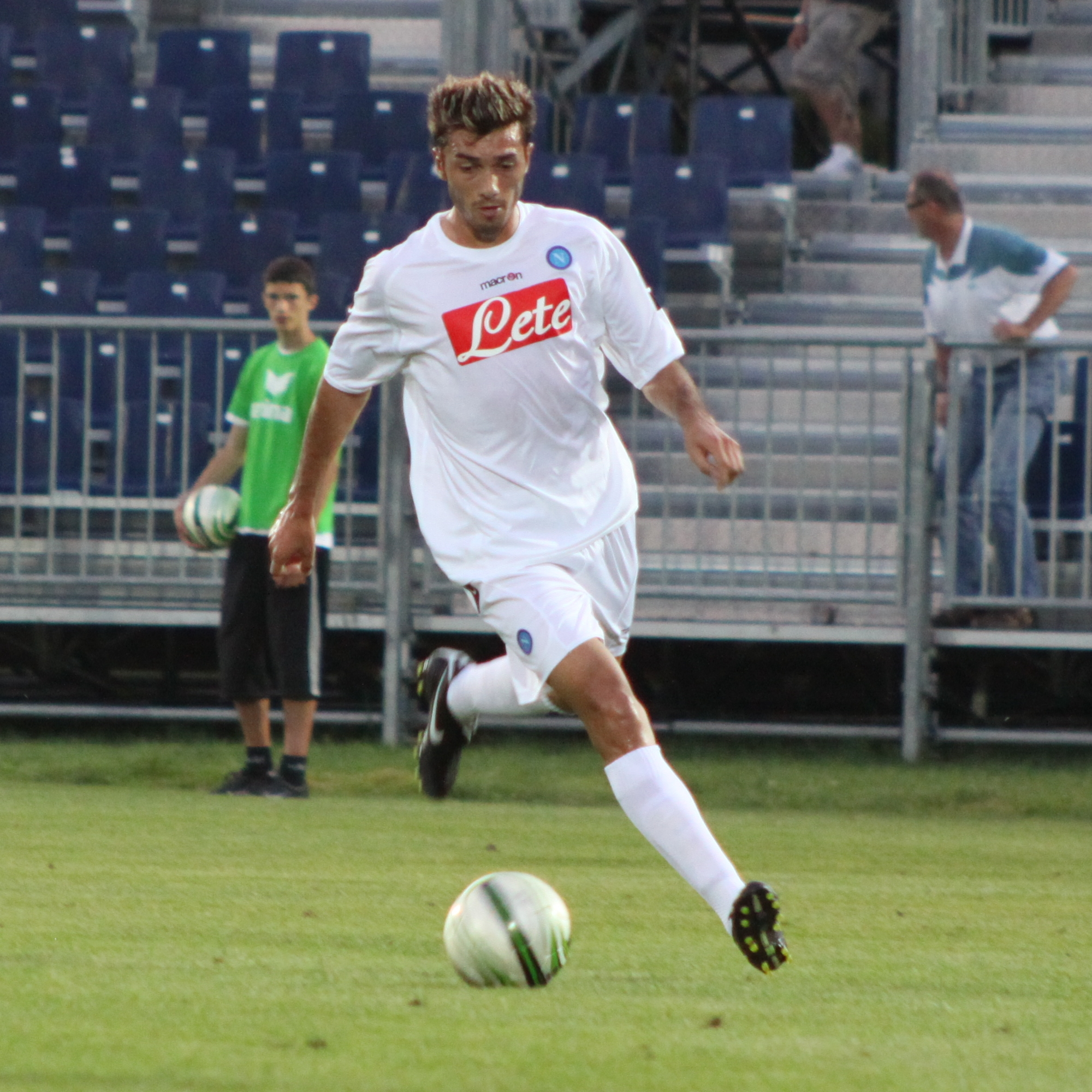
Dátolo em ação pelo Napoli

### Banfield
Meia esquerdo de chute poderoso, passes e lançamentos certeiros, Dátolo começou jogando nas categorias de base do Banfield, estreou nos profissionais em 2004. Suas boas atuações, suas jogadas incríveis e seu chute a gol chamaram a atenção do mercado. Em 2005, Banfield venceu por 3-2 o Boca Juniors com uma ótima atuação do jovem jogador, que marcou um gol, este jogo aumentou o interesse do Boca sobre o mesmo.

### Boca Juniors
Em meados de 2006, Boca anunciou sua contratação. Estreou com a camisa azul y oro em 19 de agosto, na vitória por 1-0 sobre o Independiente no estádio de La Bombonera, jogando os últimos 12 minutos da partida (substituindo Guillermo Marino).
Durante seus primeiros meses, Dátolo mostrava grandes dificuldades para adaptar-se a seu novo clube, jogando poucos minutos dos jogos, combinados com as más atuações sucessivas e a reprovação geral dos torcedores xeneizes. Durante o ano de 2007 mostrou algumas melhorias, já se notava que ele estava menos nervoso no campo.
Em 2008 chegou seu esperado destaque. Logo no início do ano, o Colo-Colo tentou sua contratação, mas o jogador teve uma reunião com o presidente Pedro Pompilio e pediu(dizem que com os olhos cheios de lágrimas) para não ser transferido, que seu desejo era melhorar seu nível até ser um jogador querido pelos torcedores.
Finalmente encontrou o bom, futebol, realizou partidas espetaculares na Copa Libertadores, e ainda foi peça fundamental para a conquista do Apertura - Campeonato Argentino de 2008, e terminou o ano como um dos jogadores mais queridos do clube.
Marcou 9 gols pelo Boca Juniors, na vitória sobre o Bolívar por 7-0, contra o Quilmes por 2-1, contra o Argentinos Juniors por 4-0, contra o Colón na vitória por 2-1, marcou dois gols na partida contra o Gimnasia y Esgrima de Jujuy, quanto o Boca venceu de 2-1, marcou também contra o Atlético Maracaibo na vitória por 3-0, marcou também contra o Cruzeiro e também contra a LDU no empate em 1-1.
Em 28 de janeiro de 2009, deu grandes assistências e fez gol contra o River Plate no torneio de verão, bom desempenho que acabou selando sua saída para o Napoli, o mesmo clube que jogou Maradona e que jogaram seus compatriotas Denis, Lavezzi e Navarro.

### Napoli
O Napoli pagou 8,3 milhões de dólares por 80% do passe de Dátolo.

### Olympiacos
Em 16 de janeiro de 2010, após um ano no Napoli, foi cedido em empréstimo ao Olympiacos da Super Liga Grega.

### Espanyol
Para a temporada 2010-11 foi cedido novamente em empréstimo com opção de compra para o Espanyol; em 27 de janeiro de 2011 o clube barcelonês exerce o direito de compra e fica com 100% dos direitos federativos do jogador argentino.

### Internacional
No dia 24 de janeiro de 2012, o Internacional anunciou a contratação do jogador, por 1 milhão de euros, junto ao Espanyol. O jogador argentino chega para tentar recuperar o bom futebol que o consagrou nos tempos de Boca Juniors. Sua estreia pelo colorado foi justamente em um clássico Grenal, válido pelo Gauchão, empate em 2-2, tendo marcado o primeiro gol do Inter em chute de fora da área. No jogo seguinte, válido pela Libertadores, Jesus Dátolo entrou no segundo tempo da partida contra o Juan Aurich e marcou seu segundo gol com a camisa colorada na vitória por 2-0. Ao final do jogo, o jogador se disse surpreso pelo ótimo início na equipe gaúcha ao afirmar que nunca foi um goleador. Continuou com o bom desempenho nos demais jogos buscando a titularidade, mesmo reserva, tem sido um dos destaques da equipe no início da temporada. Assim, o treinador Dunga foi cobrado para que Dátolo assumisse a titularidade da equipe. Dunga reagiu acusando os repórteres de ganharem presentes para defenderem a escalação do argentino. A manifestação de Dunga motivou uma nota oficial do sindicato dos jornalistas, mas Dunga não foi processado.

### Atlético Mineiro
No dia 9 de agosto de 2013, foi confirmado, pelo técnico Cuca, como novo reforço do Atlético Mineiro para a disputa do Campeonato Brasileiro e do Mundial de Clubes. Dátolo assinou contrato com o clube com duração até agosto de 2015.
Seu primeiro gol pelo Atlético saiu no dia 25/08. Dátolo entrou no final do segundo tempo e acertou um belo chute após linda jogada de Jô, garantindo a vitória do clube mineiro contra a Portuguesa por 2x1 de virada no Campeonato Brasileiro.
Em 2014, Dátolo se reencontrou nos gramados, tendo sido decisivo para o Atlético na campanha do título da Copa do Brasil. Com a camisa do Galo na temporada, nenhum atleta superou Dátolo na participação direta dos gols alvinegros. O armador marcou sete gols e deu 20 assistências para os companheiros.
Dátolo se tornou o jogador estrangeiro com maior número de gols na história do Atlético, ao superar Oliveira, zagueiro uruguaio que defendeu o time de 1983 a 1985. Porém o jogador foi ultrapassado pelo conterrâneo Lucas Pratto, em julho de 2015, nesta sadia disputa pelo posto de maior goleador estrangeiro da história do clube.
No dia 24 de março de 2015, Dátolo renovou seu vínculo com o clube alvinegro até o final de 2016.
Ao final de uma temporada conturbada por quatro lesões musculares, onde o jogador disputou apenas 21 partidas, no dia 15 de novembro de 2016, Dátolo, com os olhos marejados, informou que o clube e seu empresário não chegaram a um acordo para renovação do vínculo. Após mais de três anos no clube, o argentino encerrou sua passagem pelo alvinegro tendo disputado 127 jogos, e marcado 18 gols.

### Vitória
No dia 6 de janeiro de 2017, assinou contrato com o Vitória por um ano, tornando-se o principal dos quatorze reforços do clube para o início do ano e recebendo a camisa dez da equipe. Marcou seus dois primeiros gols no dia 15 de fevereiro, um deles olímpico, na goleada de 6 a 1 sobre o Flamengo de Guanambi, jogo válido pelo Campeonato Baiano. Na saída de campo, o argentino admitiu que aquele havia sido o primeiro gol olímpico de sua carreira:
| “ | Foi o meu primeiro gol olímpico. Estou muito feliz com isso, pelo jeito como a bola entrou. Sempre tento bater fechado para que alguém cabeceie ou eu mesmo faça o gol. Desta vez, acertei o gol | ” |
|   | — Jesús Dátolo. |   |

Em maio de 2017, Dátolo rescindiu o contrato com o Vitória, alegando motivos pessoais para obter a rescisão.

### Retorno ao Banfield
Em julho de 2017, é anunciado o retorno de Dátolo ao Banfield, como o novo camisa 10 da equipe.

### Aposentadoria
Em 13 de junho de 2024, confirmou sua aposentadoria

## Seleção Argentina
Em 12 de agosto de 2009 estreou na seleção em uma partida contra a Rússia, ao ser convocado por Diego Armando Maradona, treinador da albiceleste. Sua estreia foi curiosa já que a primeira vez em que tocou na bola foi para marcar seu gol. Um mês depois, em 5 de setembro, fez uma partida válida pelas Eliminatórias da Copa do Mundo de 2010 contra o Brasil, e marcou um gol na derrota em casa por 1-3.

### Seleção Argentina
| #  | Data                  | Local              | Adversário | Gols | Resultado | Competição                             |
| -- | --------------------- | ------------------ | ---------- | ---- | --------- | -------------------------------------- |
| 1. | 12 de agosto de 2009  | Moscou, Rússia     | Rússia     | 1    | 3-1       | Amistoso                               |
| 2. | 5 de setembro de 2009 | Rosario, Argentina | Brasil     | 1    | 1-3       | Eliminatórias da Copa do Mundo de 2010 |

## Títulos
Boca Juniors
- Recopa Sul-Americana: 2006, 2008
- Copa Libertadores da América: 2007
- Campeonato Argentino: 2008
- Torneio Pentagonal de Verão: 2009

Espanyol
- Copa Cataluña: 2010
- Troféu Ramón de Carranza: 2010

Internacional
- Campeonato Gaúcho: 2012, 2013
- Taça Piratini: 2013
- Taça Farroupilha: 2012, 2013

Atlético Mineiro
- Recopa Sul-Americana: 2014
- Copa do Brasil: 2014
- Campeonato Mineiro: 2015
- Florida Cup: 2016

Vitória
- Campeonato Baiano: 2017

### Prêmios individuais
- Melhor jogador do Campeonato Gaúcho: 2012
- Melhor meia-esquerda do Campeonato Gaúcho: 2012[20]